# Time after time ～在落花紛飛的街道上～
《Time after time ～在落花紛飛的街道上～》（日语：Time after time〜花舞う街で〜）是日本歌手倉木麻衣的第十五張單曲，於2003年3月5日發行。

## 簡介
- 本作為倉木三個月連發單曲的第一彈，第二彈的單曲為《Kiss》。
- 對於標題曲，倉木表示「日本有著美好的四季，其中我对于京都的感覺特別強烈，透過回想在那裡度過的學生时代所看到櫻花紛飛的美景而创作出本作品。」當時倉木就讀於立命館大學，於衣笠校園上學。此外，本作發行一個月後，倉木開始於京都的FM廣播放送局「α-STATION」主持自己的節目「MAI-K Baby I Like」，為期一年。
- 该標題曲被选為動畫電影「名偵探柯南：迷宮的十字路」的主題曲。電影使用的歌曲版本的前奏與單曲版本有所不同，此版本亦收錄於專輯《If I Believe》當中。
- 標題曲的主歌旋律，與捷克作曲家德弗札克（Antonín Dvořák）所作之幽默曲（Humoresque No.7）中的中段旋律相當類似。
- 作曲者大野愛果於2013年12月發行的專輯《Silent Passage》中翻唱了该曲。
- 2011年RecoChoku所舉辦的投票中，本作標題曲與《Secret of my heart》分別登上最受歡迎的動畫「名偵探柯南」的歌曲第一名與第二名[1]。

## 曲目
| 曲序     | 曲目                                                   |          | 作曲     | 编曲       | 时长  |
| -------- | ------------------------------------------------------ | -------- | -------- | ---------- | ----- |
| 1.       | Time after time ～在落花紛飛的街道上～                 | 倉木麻衣 | 大野愛果 | Cybersound | 4:02  |
| 2.       | Natural                                                | 倉木麻衣 | 大野愛果 | Cybersound | 4:28  |
| 3.       | Time after time ～在落花紛飛的街道上～（Instrumental） |          | 大野愛果 | Cybersound | 4:03  |
| 总时长： | 总时长：                                               | 总时长： | 总时长： | 总时长：   | 12:34 |

## 統計
| 榜單                              | 最高排名 | 銷量    | 在榜時數 |
| --------------------------------- | -------- | ------- | -------- |
| Oricon週間單曲榜 (2003年3月第3週) | 3        | 67,097  | 17周     |
| Oricon月間單曲榜 (2003年3月)      | 11       | 101,350 | 17周     |
| Oricon年間單曲榜 (2003年)         | 67       | 144,461 | 17周     |
| Oricon累積銷量                    | —        | 144,461 | 17周     |

## 收錄專輯
- If I Believe（theater version）
- THE BEST OF DETECTIVE CONAN 2 ～名偵探柯南 主題曲集2～
- Wish You The Best
- THE BEST OF DETECTIVE CONAN ～The Movie Themes Collection～
- ALL MY BEST（theater version）
- MAI KURAKI BEST 151A -LOVE & HOPE-（theater version）